# Ordonnantie (schilderkunst)

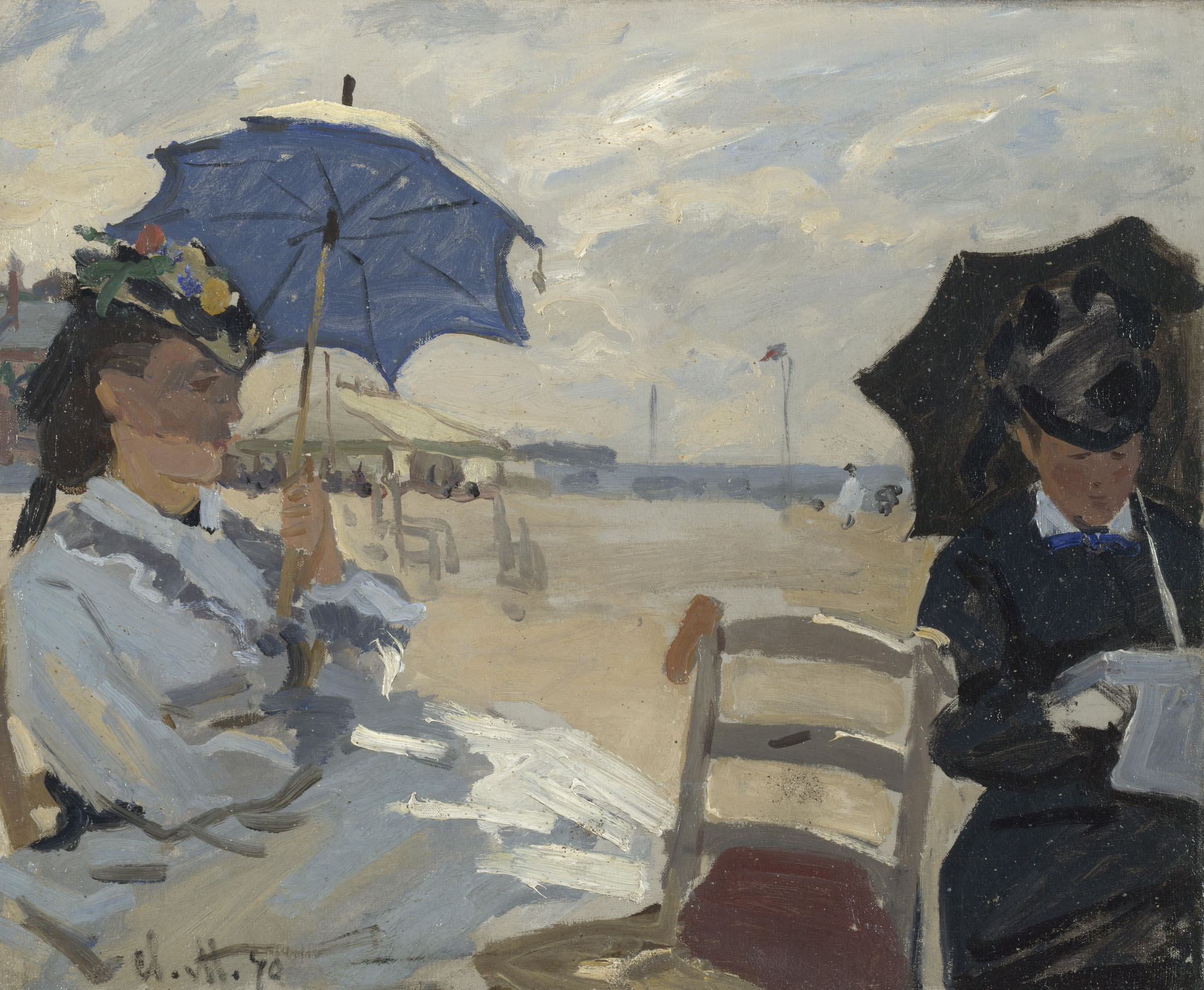
Monet maakt gebruik van ordonnantie om diepte te creëren.

Het begrip Ordonnantie (Latijn ordinare = schikken) werd al in 1604 gebruikt door Carel van Mander in zijn Schilder-boeck waarin hij er over schrijft als "geschickte gheregheltheyt". Het heeft betrekking op de ordening en organisatie van de verschillende onderdelen in een schilderij.
Een (figuratief) schilderij is een optische illusie van de werkelijke (driedimensionale) ruimte in het platte vlak. Hierbij wordt vaak gebruikgemaakt van ordonnantie, de onderlinge schikking van de diverse elementen (zoals bomen, huizen of meubels in bijvoorbeeld een landschap of interieur) met als doel om op het platte vlak de illusoire (denkbeeldige) ruimte tot uitdrukking te brengen. Deze schikking kan gradueel zijn (een trapsgewijze geleidelijke ordening van verschillende elementen), contrapuntisch (het rechtstreeks naast elkaar plaatsen van onderdelen  dichtbij en onderdelen ver weg), of een mengvorm daarvan. 
Een veelgebruikte methode is het gedeeltelijk voor of achter elkaar plaatsen (overlappen) van de verschillende onderdelen dat soms doet denken aan de bij het toneel gebruikte coulissen. Een andere schildertechniek is het repoussoir, waarbij een voorwerp bewust op de voorgrond wordt geplaatst. Door het zo accentueren van wat "voor" en wat "achter" is wordt de suggestie van ruimte en diepte gecreëerd.
Behalve van ordonnantie kan de kunstenaar ook gebruikmaken van lijnperspectief (perspectivische verkorting), atmosferisch perspectief (voorgrond: warme en heldere kleuren, achtergrond: koelere kleuren), textuurperspectief (de voorgrond gedetailleerd, de achtergrond vager) en scherpteperspectief (contouren die verder weg zijn worden minder scherp afgebeeld) teneinde de gewenste dieptewerking in het schilderij te bereiken.

## Verschil tussen ordonnantie en compositie

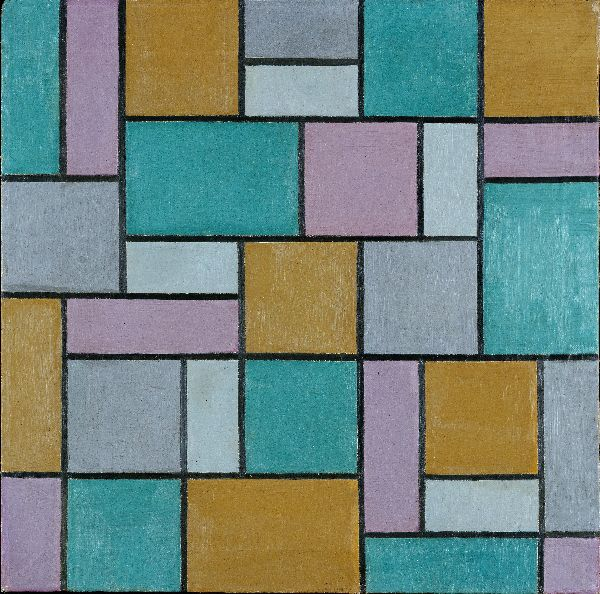
Compositie van vlakken in Compositie XVII van Theo van Doesburg

Zowel ordonnantie als compositie (Latijn componere = samenstellen) zijn een ordeningssysteem dat gebruikt wordt in de schilderkunst. Ordonnantie heeft daarbij vooral betrekking op figuur - achtergrond terwijl compositie meer betrekking heeft op de ordening van lijnen, vlakken, kleuren en licht-donker in het platte vlak. Soms wordt de term ordonnantie ten onrechte als synoniem gebruikt voor compositie.

## Bron
1. ↑  Visser, Ad de (1986), Hardop kijken, (Nijmegen-Amsterdam, SUN, 1986, 2006), ISBN 90 6168 2517